# Explosimètre
 (janvier 2021).
Si vous disposez d'ouvrages ou d'articles de référence ou si vous connaissez des sites web de qualité traitant du thème abordé ici, merci de compléter l'article en donnant les références utiles à sa vérifiabilité et en les liant à la section « Notes et références ».

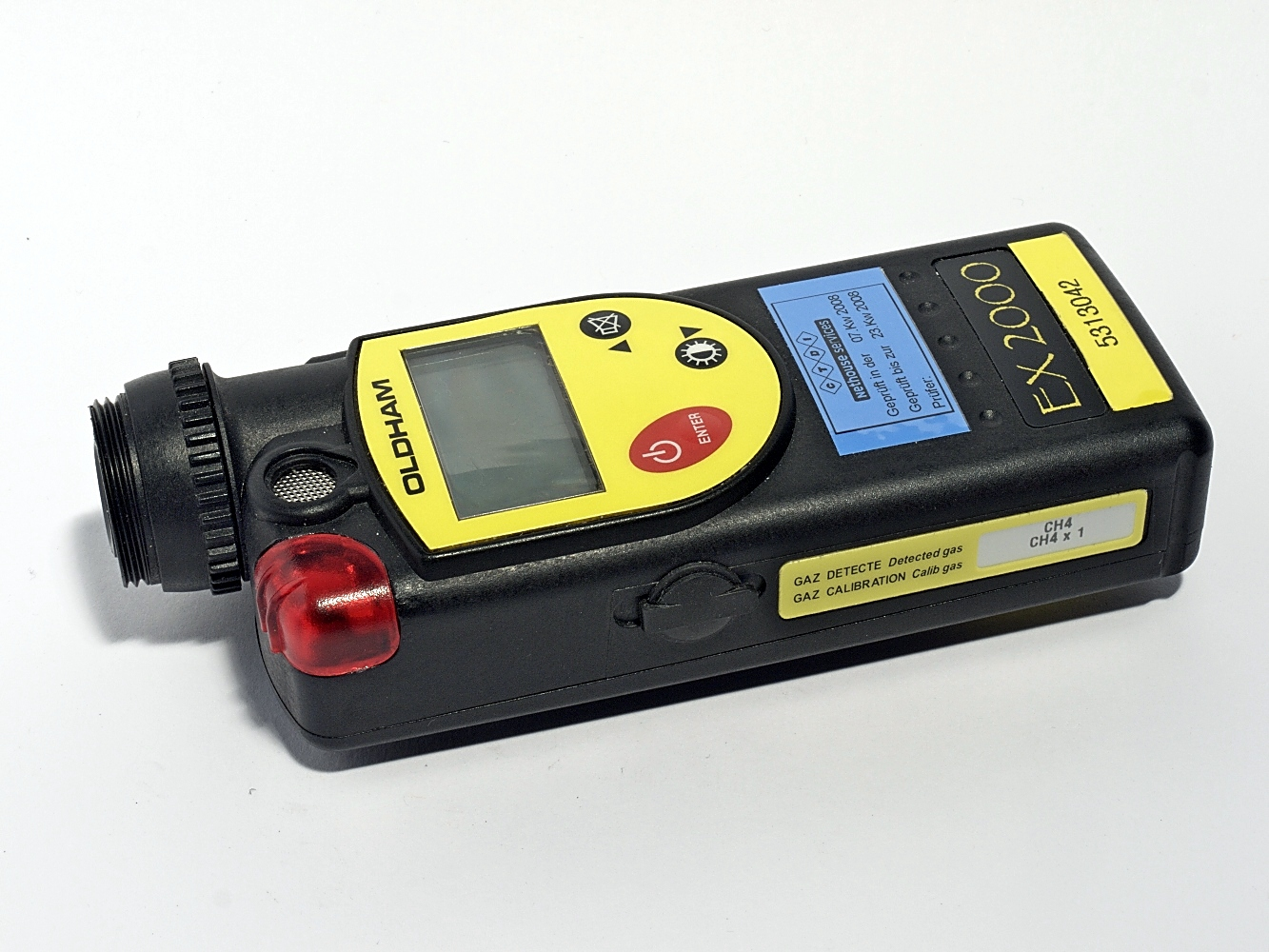
Un explosimètre.

Un explosimètre est un détecteur de gaz qui mesure la présence de gaz explosifs ou inflammables en fonction de leur limite Inférieure d'explosivité ou LIE. Il est utilisé pour la détection de fuite de gaz explosifs comme le gaz naturel, le butane, le propane, les hydrocarbures, les solvants ou les alcools.
La réponse de l’appareil repose sur le gaz de référence à partir duquel l’explosimètre est réglé. Le méthane ou le n-pentane  sont les gaz les plus couramment utilisés pour l’étalonnage de ces appareils.

## Principe de fonctionnement
Les cellules à diffusion catalytique sont les dispositifs les plus couramment utilisés pour la détection des gaz et des vapeurs combustibles: un filament en platine est traversé par un courant électrique avec une résistance connue. Le filament est placé dans une chambre de combustion qui consiste en un support pour catalyseur oxydatif. Un gaz inflammable entrant en contact avec la surface de la chambre de combustion va s'oxyder et générer de la chaleur. Cette chaleur va être transmise au filament en platine qui va voir sa résistance modifiée à cause du changement de température. La modification de la résistance est mesurée via un pont de Wheatstone.
Cette mesure permet via une calibration de déterminer une concentration de gaz et donc de se rapporter à un pourcentage de la LIE. Toutefois la mesure ne permet pas l'identification du gaz. Or la LIE est différente en fonction des gaz, il est donc important de connaître le gaz de calibration pour pouvoir comprendre la valeur affichée par l'appareil. Des courbes de conversion propres à chaque appareil permettent de convertir la valeur de concentration du gaz de calibration pour d'autres gaz combustibles.